# Bad Wiessee
Bad Wiessee è un comune tedesco di 4 560 abitanti, situato nel land della Baviera.

## Storia
Nel paese, noto come località termale, il 30 giugno 1934 i vertici delle SA, riuniti nell'hotel Hanselbauer di Bad Wiessee, furono arrestati, portati in carcere e trucidati, su ordine di Adolf Hitler, nella purga della notte dei lunghi coltelli.
Nel cimitero del paese è sepolto Albert Kesselring, nazista.